# تئاتر اد سالیوان
تئاتر اد سالیوان (انگلیسی: Ed Sullivan Theater) در نیویورک، ایالات متحده آمریکا است.
این تئاتر که در منطقه منهتن قرار دارد در سال ۱۹۲۷ میلادی تأسیس شده و دارای ۴۰۰ نفر ظرفیت می‌باشد. ساختمان این تئاتر همچنین  یکی از استودیوهای شرکت سی‌بی‌اس است.

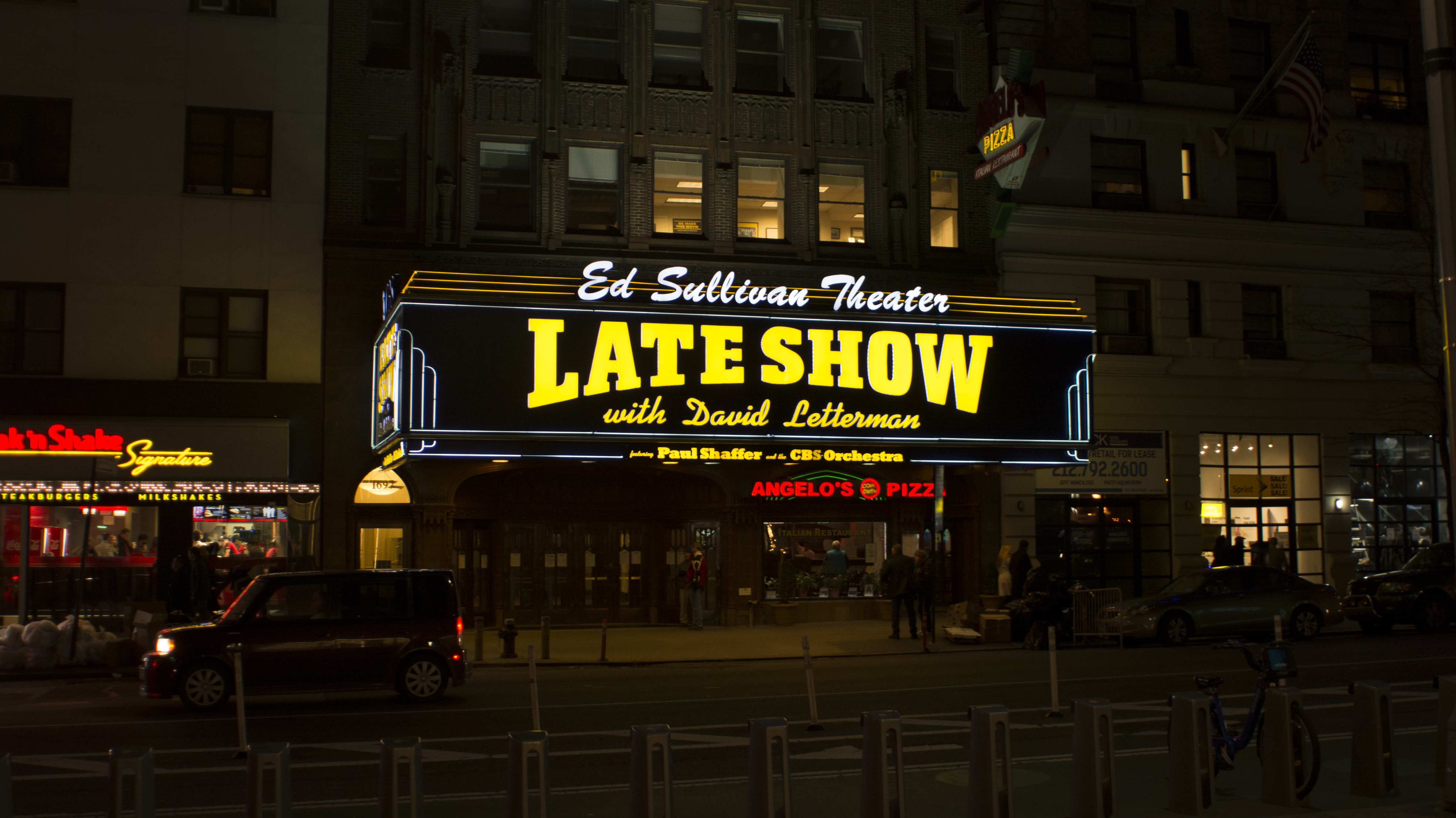
ورودی تئاتر